# 小田和正の作品一覧
小田和正の作品一覧（おだかずまさのさくひんいちらん）は、日本のシンガーソングライター、小田和正の作品の一覧をまとめた項（他アーティストへの提供作品を含む。オフコース時代の作品は除く）。

## シングル
| #                               | タイトル                                    | 発売日         | 形態         | 品番          | 収録アルバム（初出のみ）         | 順位         |
| ファンハウス                    | ファンハウス                                | ファンハウス   | ファンハウス | ファンハウス  | ファンハウス                     | ファンハウス |
| ------------------------------- | ------------------------------------------- | -------------- | ------------ | ------------- | -------------------------------- | ------------ |
| 1                               | 1985                                        | 1986年11月1日  | 7inch        | 07FA-1095     | 『K.ODA』                        | 015位        |
| 2                               | 僕の贈りもの                                | 1988年3月5日   | 7inch        | 07FA-1157     | 『BETWEEN THE WORD & THE HEART』 | 037位        |
| 2                               | 僕の贈りもの                                | 1988年4月25日  | SCD          | 10FD-5009     | 『BETWEEN THE WORD & THE HEART』 | 037位        |
| Little Tokyo / ファンハウス     |                                             |                |              |               |                                  |              |
| 3                               | Little Tokyo                                | 1989年10月18日 | SCD          | FHDL-1001     | 『Far East Café』                | 003位        |
| 4                               | 君にMerry Xmas                              | 1989年12月1日  | SCD          | FHDL-1002     | 『伝えたいことがあるんだ』       | 006位        |
| 4                               | 君にMerry Xmas                              | 1995年11月22日 | CD           | FHCL-2002     | 『伝えたいことがあるんだ』       | 006位        |
| 5                               | 恋は大騒ぎ                                  | 1990年2月21日  | SCD          | FHDL-1003     | 『Far East Café』                | 005位        |
| 6                               | Oh! Yeah!/ラブ・ストーリーは突然に          | 1991年2月6日   | SCD          | FHDL-1004     | 『Oh! Yeah!』                    | 001位        |
| 7                               | あなたを見つめて                            | 1991年11月20日 | SCD          | FHDL-1005     | 『sometime somewhere』           | 006位        |
| 8                               | いつか どこかで                             | 1992年1月25日  | SCD          | FHDL-1006     | 『sometime somewhere』           | 005位        |
| 9                               | そのままの君が好き                          | 1992年7月25日  | SCD          | FHDL-1007     | 『MY HOME TOWN』                 | 014位        |
| 10                              | 緑の日々                                    | 1993年3月25日  | SCD          | FHDL-1008     | 『LOOKING BACK』                 | 019位        |
| 11                              | 風の坂道                                    | 1993年9月22日  | SCD          | FHDL-1009     | 『MY HOME TOWN』                 | 009位        |
| 12                              | 真夏の恋                                    | 1994年7月15日  | SCD          | FHDL-1010     | 『伝えたいことがあるんだ』       | 010位        |
| 13                              | so long my love                             | 1995年1月25日  | SCD          | FHDL-1011     | 『伝えたいことがあるんだ』       | 010位        |
| 14                              | 君との思い出                                | 1995年11月22日 | SCD          | FHDL-1012     | 『LOOKING BACK』                 | 023位        |
| 15                              | 遠い海辺                                    | 1997年5月21日  | SCD          | FHDL-1105     | 『伝えたいことがあるんだ』       | 024位        |
| 16                              | 伝えたいことがあるんだ                      | 1997年7月24日  | SCD          | FHDL-1106     | 『伝えたいことがあるんだ』       | 008位        |
| 17                              | 緑の街                                      | 1997年8月29日  | CD           | FHCL-2006     | 『伝えたいことがあるんだ』       | 030位        |
| Little Tokyo / BMGファンハウス  |                                             |                |              |               |                                  |              |
| 18                              | こんな日だったね                            | 1999年10月21日 | SCD          | FHDL-1108     | 『個人主義』                     | 023位        |
| 19                              | woh woh                                     | 2000年3月22日  | CD           | FHCL-5001     | 『個人主義』                     | 018位        |
| 20                              | 風の街                                      | 2001年3月7日   | CD           | FHCL-5003     | 『LOOKING BACK 2』               | 022位        |
| 21                              | キラキラ                                    | 2002年2月27日  | CD           | FHCL-5004     | 『自己ベスト』                   | 003位        |
| 22                              | まっ白                                      | 2004年2月25日  | CD           | FHCL-7001     | 『そうかな』                     | 004位        |
| 23                              | たしかなこと                                | 2005年5月25日  | CD           | FHCL-7002     | 『そうかな』                     | 008位        |
| Little Tokyo / BMG JAPAN        |                                             |                |              |               |                                  |              |
| 24                              | ダイジョウブ                                | 2007年4月25日  | CD           | FHCL-7003     | 『自己ベスト-2』                 | 006位        |
| 25                              | こころ                                      | 2007年8月15日  | CD           | FHCL-7004     | 『自己ベスト-2』                 | 001位        |
| 26                              | 今日も どこかで                             | 2008年11月5日  | CD           | FHCL-7005     | 『どーも』                       | 004位        |
| 27                              | さよならは 言わない                         | 2009年2月25日  | CD           | FHCL-7007     | 『どーも』                       | 005位        |
| Little Tokyo / アリオラジャパン |                                             |                |              |               |                                  |              |
| 28                              | グッバイ                                    | 2010年11月17日 | CD           | FHCL-3001     | 『どーも』                       | 015位        |
| 29                              | その日が来るまで/やさしい風が吹いたら       | 2013年4月24日  | CD           | FHCL-3003     | 『小田日和』                     | 010位        |
| 30                              | この道を/会いに行く/坂道を上って/小さな風景 | 2018年5月2日   | CD           | FHCL-3008     | 『early summer 2022』            | 004位        |
| -                               | 風を待って                                  | 2021年1月1日   | 配信         | BVXX01453B01A | 『early summer 2022』            | N/A          |
| -                               | こんど、君と                                | 2021年4月2日   | 配信         | BVXX01510B01A | 『early summer 2022』            | N/A          |
| -                               | so far so good                              | 2022年4月13日  | 配信         | BVXX01653B01A | 『early summer 2022』            | N/A          |
| -                               | what's your message ?                       | 2023年4月26日  | 配信         | BVXX01757B01A | 『自己ベスト-3』                 | N/A          |
| -                               | その先にあるもの                            | 2024年7月7日   | 配信         |               | 『自己ベスト-3』                 | N/A          |
| -                               | すべて去りがたき日々                        | 2024年9月18日  | 配信         |               | 『自己ベスト-3』                 | N/A          |

## アルバム

### スタジオ
| #                               | タイトル                     | 発売日         | 形態         | 品番         | 順位         |
| ファンハウス                    | ファンハウス                 | ファンハウス   | ファンハウス | ファンハウス | ファンハウス |
| ------------------------------- | ---------------------------- | -------------- | ------------ | ------------ | ------------ |
| 1                               | K.ODA                        | 1986年12月3日  | LP           | 28FB-2070    | 04位         |
| 1                               | K.ODA                        | 1986年12月3日  | CD           | 32FD-1047    | 04位         |
| 2                               | BETWEEN THE WORD & THE HEART | 1988年3月5日   | LP           | 28FB-2136    | 03位         |
| 2                               | BETWEEN THE WORD & THE HEART | 1988年3月5日   | CD           | 32FD-1098    | 03位         |
| Little Tokyo / ファンハウス     |                              |                |              |              |              |
| 3                               | Far East Café                | 1990年5月9日   | CD           | FHCL-1001    | 01位         |
| 4                               | sometime somewhere           | 1992年1月25日  | CD           | FHCL-1003    | 01位         |
| 5                               | MY HOME TOWN                 | 1993年10月27日 | CD           | FHCL-2001    | 02位         |
| Little Tokyo / BMGファンハウス  |                              |                |              |              |              |
| 6                               | 個人主義                     | 2000年4月19日  | CD           | FHCL-2016    | 04位         |
| 7                               | そうかな 相対性の彼方        | 2005年6月15日  | CD           | FHCL-2023    | 01位         |
| Little Tokyo / アリオラジャパン |                              |                |              |              |              |
| 8                               | どーも                       | 2011年4月20日  | CD           | FHCL-3002    | 01位         |
| 9                               | 小田日和                     | 2014年7月2日   | CD           | FHCL-3004    | 03位         |
| 10                              | early summer 2022            | 2022年6月15日  | CD           | FHCL-3009    | 03位         |

### ベスト
| #                               | タイトル                    | 発売日                      | 形態                        | 品番                        | 順位                        |
| Little Tokyo / ファンハウス     | Little Tokyo / ファンハウス | Little Tokyo / ファンハウス | Little Tokyo / ファンハウス | Little Tokyo / ファンハウス | Little Tokyo / ファンハウス |
| ------------------------------- | --------------------------- | --------------------------- | --------------------------- | --------------------------- | --------------------------- |
| 1                               | Oh! Yeah!                   | 1991年5月18日               | CD                          | FHCL-1002                   | 01位                        |
| 2                               | 伝えたいことがあるんだ      | 1997年11月21日              | CD                          | FHCL-2008                   | 07位                        |
| Little Tokyo / BMGファンハウス  |                             |                             |                             |                             |                             |
| 3                               | 自己ベスト                  | 2002年4月24日               | CD                          | FHCL-2020                   | 01位                        |
| Little Tokyo / BMG JAPAN        |                             |                             |                             |                             |                             |
| 4                               | 自己ベスト-2                | 2007年11月28日              | CD                          | FHCL-2024                   | 01位                        |
| Little Tokyo / アリオラジャパン |                             |                             |                             |                             |                             |
| 5                               | あの日 あの時               | 2016年4月20日               | 3CD                         | FHCL-3005/7                 | 01位                        |
| 6                               | 自己ベスト-3                | 2024年11月27日              | CD                          | FHCL-3019                   | 02位                        |

### セルフカバー
| #                              | タイトル                    | 発売日                      | 形態                        | 品番                        | 順位                        |
| Little Tokyo / ファンハウス    | Little Tokyo / ファンハウス | Little Tokyo / ファンハウス | Little Tokyo / ファンハウス | Little Tokyo / ファンハウス | Little Tokyo / ファンハウス |
| ------------------------------ | --------------------------- | --------------------------- | --------------------------- | --------------------------- | --------------------------- |
| 1                              | LOOKING BACK                | 1996年2月1日                | CD                          | FHCL-2003                   | 01位                        |
| Little Tokyo / BMGファンハウス |                             |                             |                             |                             |                             |
| 2                              | LOOKING BACK 2              | 2001年5月16日               | CD                          | FHCL-2018                   | 01位                        |

### ボックス・セット
| タイトル                                        | 発売日                          | 形態                            | 品番                            | 備考 |                                 |
| Little Tokyo / アリオラジャパン                 | Little Tokyo / アリオラジャパン | Little Tokyo / アリオラジャパン | Little Tokyo / アリオラジャパン | Little Tokyo / アリオラジャパン | Little Tokyo / アリオラジャパン |
| ----------------------------------------------- | ------------------------------- | ------------------------------- | ------------------------------- | --- | ------------------------------- |
| Kazumasa Oda Original Album Analog Complete Box | 2024年9月18日                   | アナログ10枚組BOX仕様           | FHJL 1~10                       | 1986年発売のファーストソロアルバム『K.ODA』から2022年の最新アルバム『early summer 2022』までのオリジナル・アルバム10枚を収めたボックス・セット。小貫信昭による全10作のライナーノーツ付。 |                                 |

### 関連作品
| タイトル                                 | 発売日                     | 形態                       | 品番                       | 順位                       |                            |
| ビクターエンタテインメント               | ビクターエンタテインメント | ビクターエンタテインメント | ビクターエンタテインメント | ビクターエンタテインメント | ビクターエンタテインメント |
| ---------------------------------------- | -------------------------- | -------------------------- | -------------------------- | -------------------------- | -------------------------- |
| ラブ・ストーリー〜小田和正ソングブック   | 2003年2月21日              | CD                         | VICL-61090                 | 60位                       |                            |
| Little Tokyo / アリオラジャパン          |                            |                            |                            |                            |                            |
| 言葉にできない〜小田和正ベストカバーズ〜 | 2011年12月21日             | CD                         | BVCL-297                   | 10位                       |                            |

## 映像
| #                               | タイトル                                                             | 発売日         | 形態     | 品番         | 備考 |
| ------------------------------- | -------------------------------------------------------------------- | -------------- | -------- | ------------ | --- |
| 1                               | K.ODA TOUR 1997-1998 THRU THE WINDOW                                 | 1998年6月24日  | VHS      | FHVL-1001    | 1998年2月3日、東京国際フォーラム・ホールAにて収録。                                                             |
| 1                               | K.ODA TOUR 1997-1998 THRU THE WINDOW                                 | 2003年11月26日 | DVD      | FHBL-1003    | |
| 1                               | K.ODA TOUR 1997-1998 THRU THE WINDOW                                 | 2016年2月3日   | Blu-ray  | FHXL-3004    | オフコース・小田和正4タイトルを同時Blu-ray化。                                                                  |
| Little Tokyo / BMGファンハウス  |                                                                      |                |          |              | |
| 2                               | 小田和正 カウントダウン・ライブ ちょっと寒いけどみんなで SAME MOON!  | 2001年5月16日  | VHS      | FHVL-1002    | 2000年12月31日 - 2001年1月1日、横浜・八景島シーパラダイス・マリーナヤードにて収録。                             |
| 2                               | 小田和正 カウントダウン・ライブ ちょっと寒いけどみんなで SAME MOON!  | 2001年5月16日  | DVD      | FHBL-1002    | 2000年12月31日 - 2001年1月1日、横浜・八景島シーパラダイス・マリーナヤードにて収録。                             |
| 2                               | 小田和正 カウントダウン・ライブ ちょっと寒いけどみんなで SAME MOON!  | 2016年2月3日   | Blu-ray  | FHXL-3005    | オフコース・小田和正4タイトルを同時Blu-ray化。                                                                  |
| 3                               | 風のようにうたが流れていた DVD-BOX                                   | 2005年5月25日  | 4DVD     | FHBL-1008/11 | |
| 3                               | 風のようにうたが流れていた （完全版）                                | 2016年12月21日 | 4Blu-ray | FHXL-3006/9  | 2005年5月25日にDVDで発売された映像のBlu-ray化。                                                                 |
| Little Tokyo / アリオラジャパン |                                                                      |                |          |              | |
| 4                               | 小田和正コンサート "どーもどーも" その日が来るまでin東京ドーム       | 2012年11月21日 | DVD      | FHBL-3001    | 2011年9月28日、29日、東京ドームにて収録。巻末には東日本大震災を受けて制作された新曲「その日が来るまで」を収録。 |
| 4                               | 小田和正コンサート "どーもどーも" その日が来るまでin東京ドーム       | 2012年11月21日 | Blu-ray  | FHXL-3001    | 2011年9月28日、29日、東京ドームにて収録。巻末には東日本大震災を受けて制作された新曲「その日が来るまで」を収録。 |
| 5                               | Kazumasa Oda Tour 2019 ENCORE!! ENCORE!! in さいたまスーパーアリーナ | 2019年11月27日 | Blu-ray  | FHXL-3010    | 2019年6月26日、さいたまスーパーアリーナにて収録。                                                               |
| 5                               | Kazumasa Oda Tour 2019 ENCORE!! ENCORE!! in さいたまスーパーアリーナ | 2019年11月27日 | DVD      | FHBL-3002    | 2019年6月26日、さいたまスーパーアリーナにて収録。                                                               |

### 監督作品
| #                        | タイトル                 | 発売日                   | 形態                     | 品番                     | 備考                            |
| ファー・イースト・クラブ | ファー・イースト・クラブ | ファー・イースト・クラブ | ファー・イースト・クラブ | ファー・イースト・クラブ | ファー・イースト・クラブ        |
| ------------------------ | ------------------------ | ------------------------ | ------------------------ | ------------------------ | ------------------------------- |
| 1                        | いつか どこかで          | 1992年11月20日           | VHS                      | PCVX-50207               | 第1回監督作品。1992年2月1日公開 |
| バンダイビジュアル       |                          |                          |                          |                          |                                 |
| 2                        | 緑の街                   | 1999年5月25日            | VHS                      | BVS-0408                 | 第2回監督作品。1997年8月1日公開 |
| 2                        | 緑の街                   | 1999年5月25日            | DVD                      | BBBJ-1063                | 第2回監督作品。1997年8月1日公開 |

### ミュージック・ビデオ
オフコース在籍時から、ステージで曲の演奏中にイメージフィルムを流したり、当時まだ珍しかったビデオクリップを制作するなど、音楽と映像の融合を積極的に行っていた。
- 「Oh! Yeah!」-第一生命のCMソングとして製作され、ミュージック・ビデオの一部はCM映像にも使われた。
- 「風の坂道」
- 「真夏の恋」-小田自身が演出を担当。江ノ島電鉄沿線の鎌倉高校前駅周辺や、秋谷海岸にあるレストラン『MARLOWE（マーロウ）』がロケ地に使われた。
- 「woh woh」
- 「キラキラ」-小田自身が自転車に乗りながら歌唱。
- 「ダイジョウブ」-小田自身が塗装工の姿で歌を口ずさみながら、本作の宣伝看板を掃除する。
- 「こころ」-小田自身が演出し、出演した作品（スポットCM用の15秒ヴァージョンと、60秒ヴァージョンの2種類）と、井上真央出演のイメージ・ヴァージョンが制作され、撮影は小田のヴァージョンが沖縄、イメージ・ヴァージョンが横浜にあるパルティーレ横浜ウエディングビレッジでそれぞれ行われた。
- 「グッバイ」
- 「この道を」- スポットCM用のみ。

### その他
- 『LIFE-SIZE』（1995年 - ）※Far East Café Press限定販売

## コラボレーション

### 提供作品
| アーティスト         | 提供曲                 | 参加内容         | 収録作品（初出のみ）      | 発売日         | 販売形態 | 規格品番    | 備考                                                                                      |
| -------------------- | ---------------------- | ---------------- | ------------------------- | -------------- | -------- | ----------- | ----------------------------------------------------------------------------------------- |
| ALL TOGETHER NOW     | ALL TOGETHER NOW       | 作詞             | -                         | 1985年         | -        | -           | 国際青年年記念 ALL TOGETHER NOWのために作られた曲。未CD化。                               |
| 鈴木雅之             | 別れの街               | 作詞・作曲・編曲 | 別れの街                  | 1989年9月1日   | SCD      | 10・8H-3140 |                                                                                           |
| 鈴木雅之             | FIRST LOVE             | 作詞・作曲・編曲 | FIRST LOVE                | 1991年4月10日  | SCD      | ESDB-3199   | 佐藤竹善もコーラスで参加している。                                                        |
| ハイ・ファイ・セット | 忘れないわ             | 作詞・作曲・編曲 | 忘れないわ                | 1991年4月25日  | SCD      | SRDL-3272   |                                                                                           |
| 時任三郎             | 望むことがあるとすれば | 作詞・作曲・編曲 | 望むことがあるとすれば    | 1992年5月21日  | SCD      | PCDA-00317  |                                                                                           |
| 鈴木雅之             | 夢のまた夢             | 作詞・作曲・編曲 | 夢のまた夢                | 1994年10月1日  | SCD      | ESDB-3524   |                                                                                           |
| 島倉千代子           | あの頃にとどけ         | 作詞・作曲・編曲 | あの頃にとどけ            | 1995年3月21日  | SCD      | CODA-604    | 同日発売のアルバム『LOVE SONG』にも収録。                                                 |
| 河相我聞             | yakusoku               | 作詞・作曲       | yakusoku                  | 1997年9月25日  | SCD      | WPD6-9149   | 映画『緑の街』劇中歌。                                                                    |
| 中村雅俊             | 小さな祈り             | 作詞・作曲・編曲 | 小さな祈り                | 1998年7月1日   | SCD      | CODA-1582   |                                                                                           |
| 松たか子             | ほんとの気持ち         | 作詞・作曲・編曲 | ほんとの気持ち            | 2003年7月23日  | CD       | UPCH-5201   |                                                                                           |
| 加藤いづみ           | 海へ続く道             | 作詞・作曲       | IZUMI -Singles & More II- | 2004年2月11日  | CD       | FQCA-1002   |                                                                                           |
| KAT-TUN              | 僕らの街で             | 作詞・作曲・編曲 | 僕らの街で                | 2006年12月7日  | CD       | JACA-5050   | 『クリスマスの約束2006』でセルフカバー。                                                  |
| 松たか子             | おやすみ               | 作詞・作曲・編曲 | Cherish You               | 2007年4月25日  | CD       | BVCR-11102  | コーラスとしても参加。スターダストレビューの根本要もコーラスで参加している。              |
| 財津和夫             | 手紙にかえて           | 作詞・作曲・編曲 | ふたりが眺めた窓の向こう  | 2009年10月28日 | CD       | VICL-63406  |                                                                                           |
| 柴咲コウ             | ホントだよ             | 作詞・作曲・編曲 | ホントだよ                | 2010年4月14日  | CD       | UPCH-80174  | プロデュース・コーラス：小田和正。セレクションアルバム『Love&Ballad Selection』にも収録。 |
| 加藤ミリヤ×清水翔太  | LOVE STORY             | 作詞・作曲       | LOVE STORY                | 2013年4月17日  | CD       | SRCL-8262   | 『ラブ・ストーリーは突然に』をサンプリング。                                              |
| ネイザン・イースト   | Finally Home           | 作曲             | ネイザン・イースト        | 2014年3月19日  | CD       | YCCW-10217  | 日本盤およびヨーロッパ盤に収録、アメリカ盤には未収録。                                    |
| JUJU                 | あなたがくれたもの     | 作詞・作曲・編曲 | I                         | 2018年2月21日  | CD       | AICL-3491   | プロデュース・コーラス：小田和正。                                                        |

### アレンジ作品
| アーティスト | 提供曲                 | 作者                                                   | 収録作品（初出のみ）                 | 発売日         | 販売形態 | 規格品番  | 備考                                                                |
| ------------ | ---------------------- | ------------------------------------------------------ | ------------------------------------ | -------------- | -------- | --------- | ------------------------------------------------------------------- |
| イルカ       | 夜明けのグッドバイ     | 作詞・作曲：イルカ 編曲：小田和正                      | 夜明けのグッドバイ                   | 1980年11月25日 | 7inch    | GWP-6     | アルバム『我が心の友へ』にも収録。                                  |
| イルカ       | ふりむけばそこに       | 作詞・作曲：イルカ 編曲：小田和正                      | 我が心の友へ                         | 1980年12月21日 | LP       | GWP-1003  | デビュー10周年記念アルバム。Side-A 1,2,6,Side-B 1,2,5の編曲を担当。 |
| イルカ       | わが心の友へ           | 作詞・作曲：イルカ 編曲：小田和正                      | 我が心の友へ                         | 1980年12月21日 | LP       | GWP-1003  | デビュー10周年記念アルバム。Side-A 1,2,6,Side-B 1,2,5の編曲を担当。 |
| イルカ       | ジェレミーの木         | 作詞・作曲：イルカ 編曲：小田和正                      | 我が心の友へ                         | 1980年12月21日 | LP       | GWP-1003  | デビュー10周年記念アルバム。Side-A 1,2,6,Side-B 1,2,5の編曲を担当。 |
| イルカ       | 幻のタペストリィー     | 作詞・作曲：イルカ 編曲：小田和正                      | 我が心の友へ                         | 1980年12月21日 | LP       | GWP-1003  | デビュー10周年記念アルバム。Side-A 1,2,6,Side-B 1,2,5の編曲を担当。 |
| イルカ       | まあるいいのち         | 作詞・作曲：イルカ 編曲：小田和正                      | 我が心の友へ                         | 1980年12月21日 | LP       | GWP-1003  | デビュー10周年記念アルバム。Side-A 1,2,6,Side-B 1,2,5の編曲を担当。 |
| イルカ       | Follow Me              | 作詞・作曲：イルカ 編曲：小田和正                      | Follow Me                            | 1981年5月25日  | 7inch    | GWP-10    | アルバム『こころね』ではリ・アレンジ・バージョンが収録されている。  |
| 鈴木雅之     | 私の願い               | 作詞・作曲：小田和正 編曲：小田和正                    | 私の願い                             | 1989年12月1日  | SCD      | ESDB-3045 | オフコースのカバー曲。                                              |
| 中西圭三     | 次の夢                 | 作詞：小霜和隆 作曲：中西圭三・佐橋佳幸 編曲：小田和正 | 次の夢                               | 1996年10月10日 | SCD      | PIDL-1206 |                                                                     |
| ぢ・大黒堂   | ONE FAVOR〜片隅で〜    | 作詞：九條仁里 作曲：山崎まさよし 編曲：小田和正       | 友だちじゃないか/ONE FAVOR〜片隅で〜 | 1999年2月5日   | SCD      | YTE-0001  |                                                                     |
| 鈴木雅之     | SO LONG                | 作詞・作曲：川村結花 編曲：小田和正                    | SO LONG                              | 1999年8月21日  | CD       | ESCB-2019 |                                                                     |
| 鈴木雅之     | 地球はメリーゴーランド | 作詞：山上路夫 作曲：日高富明 編曲：小田和正           | SO LONG                              | 1999年8月21日  | CD       | ESCB-2019 | ガロのカバー。                                                      |

### 『クリスマスの約束』関連作品
- この日のこと（2022年にアルバム「early summer 2022」にて、小田1人による歌唱バージョンが収録）　　（2001年、『クリスマスの約束』テーマソング。作詞・作曲：小田和正。21組のアーティストと合唱）
- クリスマスの約束 （2003年、『クリスマスの約束』内で一度だけ披露した、ゆずとのコラボレーション曲。2006年11月29日にゆずおだ名義でCDシングルとして発売）
- 僕らなら（2006年、『クリスマスの約束』でスキマスイッチと共同制作。2017年2月15日発売のスキマスイッチのアルバム『re:Action』にて曲名と歌詞を一新して音源化）
- たとえば（2007年、『クリスマスの約束』でさだまさしと共同制作。2020年5月20日発売のさだのアルバム『存在理由～Raison d' être～』で初音源化）
- 恋バス（2007年、『クリスマスの約束』で矢井田瞳と共同制作。2008年3月5日発売、矢井田瞳の7thアルバム「colorhythm」にcolorhythm ver.で収録。コーラスで参加。2008年12月3日には「矢井田瞳&恋バスBAND with小田和正」名義でCDシングルとして発売）
- パノラマの街（2013年、『クリスマスの約束』で桜井和寿と共同制作）

### 参加作品
- 『SADISTIC MIKA BAND』（アルバム）（1973年、サディスティック・ミカ・バンド、キーボードとして参加）
- 花のように（1981年、北山修「35歳バースデーコンサート」収録。杉田二郎・北山修とのコラボレーション。オフコース時代、杉田の「人力ヒコーキのバラード」などでコーラスを担当）
- 今だから（シングルレコード）（1985年、松任谷由実・財津和夫との共作。編曲は坂本龍一。未CD化）オリコン最高位1位
- 僕らが生まれた あの日のように（8cmCD）（1993年、飛鳥涼ら6人とのユニット「USED TO BE A CHILD」名義）
- クリスマスが過ぎても（8cmCD）（1996年、佐藤竹善とのユニット「PLUS ONE」名義）
- 佐世保（1999年、さだまさしのアルバム『季節の栖』に収録。コーラスとして参加）
- ビューティフル・デイズ（2003年、川村結花の楽曲。バックコーラスとして参加）
- Guilty（2004年、鈴木雅之のトリビュート・アルバム『SUZUKI MANIA 〜Masayuki Suzuki Tribute Album〜』に収録「小田和正 with山弦」名義。作詞：竹内まりや・作曲：山下達郎。鈴木雅之のカバー）
- 中央線（2006年、矢野顕子のアルバム・『はじめてのやのあきこ』、THE BOOMのトリビュート・アルバム『BOOMANIA ～THE BOOM SPECIAL COVERS～』に収録。作詞・作曲は宮沢和史。矢野とデュエット＋生ギターで一発録音にて参加。THE BOOMのカバー）
- 月見ヶ丘（2006年11月29日発売、スキマスイッチの3rdアルバム『夕風ブレンド』に収録。コーラスとして参加）
- カオ上げて（2007年3月28日、佐藤竹善シングル「FOUR WORLDS」のカップリングに佐藤とのユニット「PLUS ONE」名義で収録。スキマスイッチの大橋卓弥がコーラスで参加。2007年6月20日発売の佐藤のアルバム『INDIGO』にも収録）
- 蘇州夜曲（2007年10月17日発売、『服部良一 〜生誕100周年記念トリビュート・アルバム〜』『Compilation』に収録）
- RED RIBBON Spiritual Song 〜生まれ来る子供たちのために〜（2007年11月28日、AIDS チャリティ Project。世界エイズデー・プロジェクト2007 チャリティー・シングル。オフコースの「生まれ来る子供たちのために」を原曲に、音楽プロデューサーのYANAGIMANがアレンジを施している）
- たしかなこと（2008年4月2日発売、スキマスイッチの大橋卓弥のソロプロジェクト第2弾シングル「ありがとう」のカップリングに収録）
- Dear Mama feat. 小田和正（2008年5月9日発売。LGYankeesのメジャー・デビュー第1弾シングルに参加）
- 笑ってみせてくれ（2008年6月25日、佐橋佳幸の呼びかけにより結成された「BAND FOR "SANKA"」名義で発売。北京オリンピック日本代表選手団 公式応援ソング。作詞・作曲：トータス松本・佐橋佳幸・小田和正）
- ばらの花 feat. 小田和正 from 京都音楽博覧会2007（2008年9月3日発売、くるりのシングル「さよならリグレット」に収録。CDのみのボーナス・トラック）
- 思い出はうたになった（2008年11月19日発売、スターダストレビューの24thオリジナルアルバム『ALWAYS』にスターダストレビューとのユニット「オダ☆レビ」名義で収録。作詞：小田和正、作曲：根本要）
- ひとりきり（2009年9月20日発売、南こうせつのライブ・アルバム『サマーピクニックフォーエバー in つま恋』に収録。南こうせつ・伊勢正三とのコラボレーション）
- あの日の空よ（2009年9月20日発売、南こうせつのライブ・アルバム『サマーピクニックフォーエバー in つま恋』に収録。南こうせつ・伊勢正三・イルカ・尾崎亜美・小原礼・坂崎幸之助・杉田二郎・夏川りみ・松山千春・ムッシュかまやつ・森山良子・山本潤子とのコラボレーション）
- ウタガデキタヨ（2010年10月20日発売、Golden Circle of Friends のコンピレーション・アルバム『Golden Circle』収録。寺岡呼人、スキマスイッチ、堂島孝平とのコラボ曲。作詞・作曲は寺岡・スキマ・堂島）
- 君さえいれば（2012年2月22日発売、清水翔太のシングル。作詞・作曲：清水翔太、編曲・プロデュース：小田和正。2012年3月21日発売、清水の4thアルバム『Naturally』にも収録）
- A Christmas Song（2012年12月5日、「Monkey Majik +小田和正」名義）
- 君のとなり（2017年2月15日発売、スキマスイッチのセルフカバー・アルバム『re:Action』に収録。プロデュース・コーラスを担当。2006年の『クリスマスの約束』で共同制作した「僕らなら」を曲名・歌詞を変更して音源化。コーラスで松たか子も参加）
- YOU (with 小田和正)（2019年4月17日発売、HIROBAのシングル。作詞・作曲・編曲：水野良樹・小田和正、弦編曲：小田和正）
- Fever（2020年12月30日発売、TRICERATOPSのトリビュート・アルバム『TRIBUTE TO TRICERATOPS』に収録。『クリスマスの約束2017』にて和田唱とともに披露したものを音源化。）
- 言葉にできない（2021年9月29日発売、Bank Bandのベスト・アルバム『沿志奏逢4』に収録。『ap bank fes '06』にてBank Bandとともに披露したものを音源化。）
- 雪さよなら（2022年6月29日発売、吉田拓郎のオリジナルアルバム『ah-面白かった』に収録。1970年に発売された拓郎のオリジナルアルバム『青春の詩』に収録された「雪」のセルフカバー。ゲストボーカルとして参加。作詞・作曲：吉田拓郎）
- 悲願（2025年4月23日発売、GLAYのベストアルバム『DRIVE 2010〜2026 -GLAY complete BEST』に収録。「GLAY feat.小田和正」名義で、コーラスとして参加）

## その他の楽曲
- 遥かな想い（横浜創学館高等学校校歌） ※慶應義塾ニューヨーク学院愛唱歌「遥かな想い」英訳版
- この道を行く（早稲田大学グリークラブ創立100周年記念楽曲）
- 緑の丘（東北大学校友歌）[2]
- 福島県立喜多方高等学校校歌[3][2]
- こんど、君と（NHK「みんなのうた」60周年記念曲、2021年4月 - 5月放送）

## CM タイアップ
- 第一生命
  - 野球編・ラグビー編 - 哀しみを、そのまま（1986年） ※野球編は小田、ラグビー編は市川崑がそれぞれ演出。
  - 卒業編 - 僕の贈りもの（1988年）
  - 仲直り編・床屋編 - 恋は大騒ぎ（1990年） ※仲直り編は小田の企画、演出。床屋編では自身も出演。
  - いつか　どこかで（1991年） ※映画『いつか　どこかで』の撮影風景を使用
- ネスカフェ
  - good times & bad times(1988年)、Little Tokyo(1989年)
- 三菱自動車 ミラージュ
  - 風と君を待つだけ（1991年）、だからブルーにならないで（1993年）
- シャープ 液晶ビューカム
  - 風の坂道（1993年）
- 味の素 ほんだし 
  - またたく星に願いを（1993年）
- 日産 エルグランド
  - 風のように（1997年）、こんな日だったね（1999年）
- JRA ブランドCM
  - woh woh（2000年・2011年）、19の頃（2000年・2012年）、風の街（2001年）、かなた（2013年）
- 明治生命 / 明治安田生命
  - 言葉にできない（2000年 - 2003年 ※一時期、小田のライブ映像を使用）、たしかなこと（2004年）、オリジナル曲（2010年）、愛になる（2014年）、今日も どこかで（2015年 - ）、ダイジョウブ（2017年 - ）、風を待って（2020年7月 - ）、すべて去りがたき日々（2024年9月 - ）
- ハウス食品 北海道シチュー
  - 大好きな君に（2003年）
- トヨタ自動車 アリオン
  - Re（2005年）
- 日本コカ・コーラ 緑茶「一（はじめ）」 
  - オリジナル曲（2006年3月 - 6月）
- 名古屋鉄道
  - 大好きな君に（2006年 - 2007年）、風の坂道（2008年）、緑の街（2011年）、Re（2013年）、この街（2014年）
- マックスファクター
  - 若葉のひと（2009年3月）
- ソニー BRAVIA 4K
  - 今のこと（2013年6月[注釈 1] - ）
- 富士重工 ・スバル
  - wonderful life（2015年5月 - ）
- NTT東日本
  - オリジナル曲（2017年3月 - ）
- JAL×コカ・コーラ「2020 エアポート編」
  - 会いに行く（2020年12月 - ）

## 関連書籍

### 自著
- 『Time can't wait』（1990年・朝日新聞社・ISBN 978-4022562500 → 1992年・朝日文庫・ISBN 978-4022607362）
- 『いつかどこかで―小田和正詩集』（1992年・ブックマン社・ISBN 978-4893081735）
- 『キャディ』（1994年・スタジオシップ・ISBN 978-4883152926 → 1996年・道草文庫（小池書院）・ISBN 978-4883157266）
- 『小田和正BOOK OF LOVE』（1998年・シンコーミュージック・ISBN 978-4401613809）
- 『風のようにうたが流れていた 小田和正 私的音楽史』（2005年・宝島社・ISBN 978-4796646246）
- 『小田和正歌詞集　風うた〜恋〜』（2006年・主婦と生活社）
- 『小田和正全詞集　大切なことば』（2007年・ジービー・ISBN 978-4901841627）
- 『ダイジョウブ』（2011年・講談社・ISBN 978-4062172158）

### 連載
- GOODTIMES & BADTIMES - 『アルバトロス・ビュー』（プレジデント社、1992年 - ?）[4]

### 解説書等
- 『YES-NO小田和正ヒストリー』（小貫信昭 著 ・1998年・角川書店 → 2000年・角川文庫・ISBN 978-4043549016）
- 『小田 和正 （リットーミュージック・ムック KM SPECIAL FEATURE SERIES）』（2001年・リットーミュージック・ISBN 978-4845606757）
- 『オフコース/小田和正の謎（音楽誌が書かないJポップ批評 (28)）』（2003年・宝島社・ISBN 978-4796635240）
- 『たしかなこと』（インタビュアー/著 小貫信昭・2005年・ソニー・マガジンズ）
- 『小田和正という生き方』（落合真司 著・2009年・青弓社）
- 『小田和正ドキュメント1998-2011』（小貫信昭 著・2011年・幻冬舎）
- 『小田和正読本』（2011年・音楽出版社・ISBN 978-4861710797）